# Pablo Ramírez Díaz
Pablo Ramírez Díaz   (1926 - 1966) fou un portadista, il·lustrador i escriptor espanyol de contes infantils. Signava els seus treballs com «Pablo» o com a «Pablo Ramírez».

## Trajectòria
En 1949 es va traslladar a Madrid per cursar estudis de direcció artística a l'Instituto de Investigaciones y Experiencias Cinematográficas del Consejo Superior de Investigaciones Científicas. S'inicia en la il·lustració amb col·laboracions setmanals per a la madrilenya revista Chicas, fins que el 1953 es va traslladar a Barcelona, on va fixar la seva residència, amb la intenció de dedicar-se definitivament a la il·lustració gràfica. A Barcelona va començar a fer anuncis publicitaris per a diverses marques comercials, però de seguida va rebre encàrrecs de diverses editorials barcelonines i va dur a terme il·lustracions i portades de novel·les.
El 1954, va iniciar la seva col·laboració amb l'editorial Juventud i amb l'editorial Molino, a les quals va dedicar una bona part de la seva trajectòria professional. A partir d'aquest moment va especialitzar-se en la il·lustració de contes infantils, desenvolupant una ingent i continuada labor d'actualització visual dels contes clàssics. Aquesta tasca es va complementar a més amb la realització de portades i il·lustracions per a llibres juvenils de Enid Blyton, Malcolm Saville i Richmal Crompton,novel·les d'aventures d'Emilio Salgari i Karl May, de l'Oest de Zane Grey i políciaques d'Agatha Christie, John John Dickson Carr i Erle Stanley Gardner, entre molts altres. També va treballar per a altres editorials com Cervantes, Hymsa, Roma, Cid i Timun Mas.
El 1959 va escriure i il·lustrar Wa O'Ca, el seu primer conte que, després d'aparèixer a Espanya, va ser publicat als Estats Units. Des de llavors va compaginar el treball d'il·lustrador amb el d'escriptor, obtenint reconeixements d'importants organismes. De la seva producció com a escriptor cal destacar: El hijo del sheriff (1961), Manuelito, el niño navajo (1963), Robin Hood (1964) o El niño del tiempo (1964). Alguns dels contes com El paje de los Reyes Magos (1964) van ser portats al cinema. Un dels treballs més importants va ser la realització de les il·lustracions del llibre Color de Fuego de l'escriptora Carmen Kurtz guardonat amb el Premi Lazarillo de 1964.
Pablo Ramírez va viure i treballar al Masnou fins a 1966, any en el qual va morir com a conseqüència d'una malaltia. Tenia trenta-nou anys. Malgrat la seva primerenca desaparició, va desenvolupar una extensa i diversa producció caracteritzada per una profunda renovació del llenguatge gràfic.Poc després de morir, el seu treball fou reconegut i va deixar una petjada indeleble en l'imaginari de diverses generacions de lectors.
El fons personal de Pablo Ramírez es conserva a la Biblioteca de Catalunya des de l'any 2017.